# Rimparare a strisciare
Rimparare a strisciare è il quarto album dei Gerson, pubblicato nel 2009.

## Tracce
1. Intro (nell'anno zero)
2. Rimparare a strisciare
3. Mi sono preso la candida
4. Call center
5. Preferisco scappare
6. A.C.D.C.
7. Pronti alla fine
8. Il mio dito medio
9. Ottavio
10. La mia mente matematica
11. La finestra del cesso

## Formazione
- Paolo Stucchi - voce, chitarra
- Stefano "Steve" Colla - chitarra
- Rafael Miranda - basso
- Sergio "Trinità Jack" Maramotti - batteria